# Hinterhubera columbica
Hinterhubera columbica là một loài thực vật có hoa trong họ Cúc. Loài này được Sch. Bip. mô tả khoa học đầu tiên.